# Páty
Páty es un pueblo húngaro perteneciente al distrito de Budakeszi, condado de Pest.

## Superficie
Cuenta con una superficie de 39,32 km².

## Demografía
Hasta 2024 la población era de 8610 habitantes, con una densidad de población de 218,97 hab/km².
| Gráfica de evolución demográfica de Páty entre 2020 y 2024 |
|                                                            |
| Datos según la Oficina Central de Estadística de Hungría.  |